# Dickson Mua Panakitasi
Dickson Mua Panakitasi (ur. 4 listopada 1972) – salomoński polityk.
Ukończył Solomon Islands College Of Higher Education. Przed zaangażowaniem się w politykę pracował jako nauczyciel w Nukufero na wyspie Russell. 4 sierpnia 2010 dostał się do Parlamentu Narodowego z okręgu wyborczego Savo-Russels, zastępując byłego premiera Allana Kemakezę. Uzyskał 1840 głosów. W listopadzie 2011 objął funkcję ministra leśnictwa w rządzie Gordona Darcy Lilo.